# Sant Joan de Labritja
Sant Joan de Labritja è un comune spagnolo di 5541 abitanti situato nella comunità autonoma delle Baleari.
Ubicato nella parte settentrionale dell'Isola di Ibiza, il comune comprende sul suo territorio diversi nuclei abitati, alcuni dei quali sono località piuttosto note in ambito turistico. Tali nuclei abitati sono:
- Sant Miquel de Balansat
- Sant Joan de Labritja
- Sant Llorenç de Balàfia
- Sant Vicent de sa Cala
- Portinatx
- Port de Sant Miquel
- Sa Cala de Sant Vicent